# Ваздухопловна база Ајелсон
Ваздухопловна база Ајелсон (енгл. Eielson Air Force Base) насељено је место без административног статуса у америчкој савезној држави Аљаска.

## Демографија
По попису из 2010. године број становника је 2.647, што је 2.753 (-51,0%) становника мање него 2000. године.
| Група             | 2000.         | 2010.         |
| Белци             | 4.292 (79,5%) | 2.007 (75,8%) |
| Афроамериканци    | 506 (9,4%)    | 207 (7,8%)    |
| Азијати           | 115 (2,1%)    | 69 (2,6%)     |
| Хиспаноамериканци | 314 (5,8%)    | 210 (7,9%)    |
| Укупно            | 5.400         | 2.647         |